# Victoria Luengo
Victoria Luengo, més coneguda com a Vicky Luengo (Palma, 7 d'abril de 1990), és una actriu nascuda a Mallorca, que va viure a Barcelona dels 4 als 18 anys. Va començar a fer teatre com a activitat extraescolar alhora que estudiava educació primària. Més tard va estar en una escola d'interpretació especialitzada (Escola Memory, a Barcelona). La primera vegada que va pujar a l'escenari de manera professional va ser amb 14 anys.
El 2015 va ser guardonada al Festival Internacional de Cinema de la Ciutat de Nova York com a millor actiu principal en la pel·lícula Born de Claudio Zulian.
Va obtenir bones crítiques i un gran reconeixement pel seu paper protagonista a la sèrie policíaca Antidisturbios. Essent nominada a millor interpretació femenina en sèrie als Premis Feroz i a millor actriu en sèrie als XXVI Premis Cinematogràfics José María Forqué. I guanyant el Fotogramas de Plata a la millor actriu de televisió el 2020 i els Premis Ondas al millor intèrpret femení en ficció nacional el 2021.
El 2023 va ser guardonada amb el premi Gaudí a la millor actriu protagonista.
El 2025 fou inclosa a la llista Forbes de les 50 dones més influents de les Balears.

## Filmografia

### Cinema
Informació actualitzada per un bot. Els canvis manuals es perdran quan s'actualitzi!
| Any  | Títol                                                                       | Direcció                                                                                     | Dades a Wikidata              |
| ---- | --------------------------------------------------------------------------- | -------------------------------------------------------------------------------------------- | ----------------------------- |
| 2006 | Rumors                                                                      | Óscar Aibar                                                                                  | Modifica les dades a Wikidata |
| 2011 | La Trinca, biografia no autoritzada (com a Carmen Martínez-Bordiú y Franco) | Joaquim Oristrell i Ventura                                                                  | Modifica les dades a Wikidata |
| 2011 | Carmen                                                                      | Jacques Malaterre                                                                            | Modifica les dades a Wikidata |
| 2014 | Wax                                                                         | Víctor Matellano                                                                             | Modifica les dades a Wikidata |
| 2014 | Born                                                                        | Claudio Zulian                                                                               | Modifica les dades a Wikidata |
| 2015 | Barcelona, nit d'hivern                                                     | Dani de la Orden                                                                             | Modifica les dades a Wikidata |
| 2017 | Blue Rai                                                                    | Pedro B. Abreu                                                                               | Modifica les dades a Wikidata |
| 2018 | Les lleis de la termodinàmica                                               | Mateo Gil                                                                                    | Modifica les dades a Wikidata |
| 2020 | I'm Being Me                                                                | Laia Foguet Segui Ian de la Rosa Ferran Mendoza Soler Alice Waddington Santiago León Cuéllar | Modifica les dades a Wikidata |
| 2020 | Elsa                                                                        | Albert Carbó                                                                                 | Modifica les dades a Wikidata |
| 2020 | Hogar                                                                       | Àlex Pastor Vallejo David Pastor Vallejo                                                     | Modifica les dades a Wikidata |
| 2021 | El substitut                                                                | Óscar Aibar                                                                                  | Modifica les dades a Wikidata |
| 2021 | Xavales                                                                     | Carol Rodríguez i Colás                                                                      | Modifica les dades a Wikidata |
| 2022 | Suro                                                                        | Mikel Gurrea                                                                                 | Modifica les dades a Wikidata |
| 2024 | L'habitació del costat                                                      | Pedro Almodóvar                                                                              | Modifica les dades a Wikidata |
| 2024 | Verano en diciembre                                                         | Carolina África                                                                              | Modifica les dades a Wikidata |
| 2026 | Bitter Christmas                                                            | Pedro Almodóvar                                                                              | Modifica les dades a Wikidata |
|      | The Beloved                                                                 | Rodrigo Sorogoyen del Amo                                                                    | Modifica les dades a Wikidata |

### Televisió
Informació actualitzada per un bot. Els canvis manuals es perdran quan s'actualitzi!
| Any       | Títol                    | Direcció                                                                         | Dades a Wikidata              |
| --------- | ------------------------ | -------------------------------------------------------------------------------- | ----------------------------- |
| 2013–2013 | Camping Paradis          |                                                                                  | Modifica les dades a Wikidata |
| 2010–2010 | La pecera de Eva         |                                                                                  | Modifica les dades a Wikidata |
| 2013–2013 | El don de Alba           |                                                                                  | Modifica les dades a Wikidata |
| 2010–2010 | El pacto                 | Fernando Colomo Gómez                                                            | Modifica les dades a Wikidata |
| 2011–2011 | Homicidios               | Alberto Ruiz Rojo                                                                | Modifica les dades a Wikidata |
| 2012–2017 | La Riera                 |                                                                                  | Modifica les dades a Wikidata |
| 2013–2013 | Salaó                    | Jesús Font i Urgell                                                              | Modifica les dades a Wikidata |
| 2019–2019 | Secretos de Estado       |                                                                                  | Modifica les dades a Wikidata |
| 2020–2020 | Madres. Amor y vida      |                                                                                  | Modifica les dades a Wikidata |
| 2020–2020 | Antidisturbios           | Rodrigo Sorogoyen del Amo                                                        | Modifica les dades a Wikidata |
| 2021–     | Historias para no dormir | Rodrigo Sorogoyen del Amo Paco Plaza Paula Ortiz Álvarez Rodrigo Cortés Giráldez | Modifica les dades a Wikidata |
| 2024–     | Reina Roja               | Koldo Serra de la Torre                                                          | Modifica les dades a Wikidata |
| –         | Yo, adicto               | Elena Trapé                                                                      | Modifica les dades a Wikidata |

### Teatre
- María de Buenos Aires (2007)
- This is Jazz (2007)
- Plastilina (2009)
- Volveremos a hablar esta noche (2011)
- Orquesta Club Virginia (2012)
- Iaia (2013) amb Montserrat Carulla i Aleix Peña
- El juego del amor y del azar (2014)
- Vilafranca (2015)
- Història (2016)
- Lifespoiler (2017) a la Sala Flyhard, dirigida i escrita per Marc Angelats i Alejo Levis.[15]

### Curtmetratges
- Punto de no retorno (2007)